# Grallenia
A Grallenia a csontos halak (Osteichthyes) főosztályának a sugarasúszójú halak (Actinopterygii) osztályába, ezen belül a sügéralakúak (Perciformes) rendjébe, a gébfélék (Gobiidae) családjába és a Gobiinae alcsaládjába tartozó nem.

## Rendszerezés
A nembe az alábbi 3 faj tartozik:
- Grallenia arenicola Shibukawa & Iwata, 2007 - típusfaj
- Grallenia baliensis Allen & Erdmann, 2012
- Grallenia lipi Shibukawa & Iwata, 2007